# German (Kamałow)
German, imię świeckie Aliszer Muzaffarowicz Kamałow, imię przyjęte na chrzcie: Aleksiej (ur. 22 marca 1968 w Samarkandzie) – rosyjski biskup prawosławny pochodzenia uzbeckiego.

## Życiorys
Od 1979 mieszkał z rodziną w Krasnodarze. Tam też, po ukończeniu szkoły średniej, rozpoczął studia na politechnice. W latach 1986–1988 odbywał zasadniczą służbę wojskową. W 1988 podjął naukę w seminarium duchownym w Leningradzie, które ukończył w 1991. W tym samym roku podjął studia w Leningradzkiej Akademii Duchownej, ukończone w 1997.
10 lipca 1991 arcybiskup krasnodarski i kubański Izydor przyjął od niego wieczyste śluby mnisze z imieniem German, nadanym na cześć św. Germana Wałaamskiego. 12 lipca tego samego roku został wyświęcony na hierodiakona, zaś tydzień później – na hieromnicha. Od 1991 do 2008 był proboszczem cerkwi Opieki Matki Bożej w stanicy Jelizawietinskiej. Od 2006 do 2008 był ponadto wykładowcą liturgiki w seminarium w Krasnodarze.
W 2008 wyjechał do Rzymu, gdzie decyzją Świętego Synodu Rosyjskiego Kościoła Prawosławnego podjął pracę duszpasterską w stauropigialnej parafii św. Mikołaja. 22 marca 2011 otrzymał nominację na biskupa jejskiego, wikariusza eparchii jekatierinodarskiej. 17 kwietnia 2011 otrzymał godność archimandryty. Jego chirotonia biskupia odbyła się 1 maja 2011 w soborze Zaśnięcia Matki Bożej ławry Troicko-Siergijewskiej, z udziałem konsekratorów: patriarchy moskiewskiego i całej Rusi Cyryla, metropolitów krutickiego i kołomieńskiego Juwenaliusza, wołokołamskiego Hilariona, jekaterinodarskiego Izydora, arcybiskupów istrińskiego Arseniusza, wieriejskiego Eugeniusza, siergijew-posadzkiego Teognosta, jegoriewskiego Marka, boryspolskiego Antoniego, biskupów majkopskiego i adygiejskiego Tichona, sołniecznogorskiego Sergiusza oraz elisteńskiego i kałmuckiego Zenobiego.
W lipcu 2011 został rektorem seminarium duchownego w Krasnodarze. Dwa lata później, po utworzeniu samodzielnej eparchii jejskiej, został jej pierwszym ordynariuszem. W 2018 r. przeniesiono go na urząd ordynariusza nowo powołanej eparchii Soczi.